# قريه النواعم (مدينة حجة)

تعديل مصدري - تعديل

قريه النواعم هي إحدى قرى عزلة قدم بمديرية مدينة حجة التابعة لمحافظة حجة، بلغ تعداد سكانها 590 نسمة حسب تعداد اليمن لعام 2004.